# Howard Zieff
Howard Zieff (Chicago, 21 ottobre 1927 – Los Angeles, 22 febbraio 2009) è stato un regista e fotografo statunitense.

## Biografia
Nato a Chicago, si trasferisce con la famiglia a Los Angeles. Nel 1946 si arruola nella Marina degli Stati Uniti. Studia fotografia in Florida e poi a Pasadena, prima di diventare un importante fotografo commerciale negli anni '50 e '60, svolgendo numerose campagne pubblicitarie. 
Nel 1969 vende la sua azienda e si concentra sul cinema. 
Il suo primo film è del 1973, mentre continua a dirigere film fino al 1994, anno in cui si ritira dalla regia a causa dell'avanzare della malattia di Parkinson. 
Muore nel febbraio 2009 presso un ospedale di Los Angeles. Era sposato con Ronda Gomez-Quinones.

## Filmografia
- L'inseguito (Slither) (1973)
- Pazzo pazzo West! (Hearts of the West) (1975)
- Visite a domicilio (House Calls) (1978)
- Ma che sei tutta matta? (The Main Event) (1979)
- Soldato Giulia agli ordini (Private Benjamin) (1980)
- Un'adorabile infedele (Unfaithfully Yours) (1984)
- 4 pazzi in libertà (The Dream Team) (1989)
- Papà, ho trovato un amico (My Girl) (1991)
- Il mio primo bacio (My Girl 2) (1994)